# Tarō Yamamoto
Tarō Yamamoto (山本 太郎?, Yamamoto Tarō; Takarazuka, 24 novembre 1974) è un attore e politico giapponese, noto soprattutto per aver interpretato il personaggio Shōgo Kawada nel film Battle Royale e per aver fondato, nel 2019, il partito politico Reiwa Shinsengumi.

## Riconoscimenti
Nel 2004 ha vinto il Blue Ribbon Awards come miglior attore non protagonista per il film Moon Child.

## Filmografia parziale
- Love Letter (1998)
- Big show! Hawaii ni utaeba (1999)
- Battle Royale (2000) - Shōgo Kawada
- Genji: A Thousand-Year Love (2001)
- Go (2001)
- Rain of Light (2001)
- Hashire! Ichiro (2001)
- Through the Night (2002)
- Shoro nagashi (2003)
- Get up! (2003)
- Moon Child (2003)
- Izo (2004)
- A Day on the Planet (2004)
- Akai tsuki (2004)
- Shinsengumi! (2004)
- Under the Same Moon (2005)
- Princess Raccoon (2005)
- Regatta (2006)
- Tantei gakuen Q (2007)
- Real Clothes (2009)

## Doppiatori italiani
- Francesco Pezzulli in Battle Royale
- Daniele Di Matteo in Battle Royale (ridoppiaggio)